# جاشوا هریس
جاشوا هریس (به انگلیسی: Joshua Harris) (زاده ۲۹ دسامبر ۱۹۶۴) کارآفرین، سرمایه‌گذار و مدیر ارشد اجرایی آمریکایی است، که در سال ۱۹۹۰ با مشارکت لئون بلک، مارک روان و آنتونی رسلر، شرکت مدیریت آپولو را تأسیس نمود. در سال ۲۰۱۳ سرمایه تحت مدیریت شرکت آپولو بالغ بر ۱۱۴٫۳ میلیارد دلار برآورد گردید.
هریس مالک فیلادلفیا سونتی‌سیکسرز است، همچنین سهام قابل توجهی نیز در باشگاه فوتبال استون ویلا دارا می‌باشد.